# Paul d'Albert de Luynes
Paul d'Albert de Luynes (Versailles, 5 gennaio 1703 – Parigi, 21 gennaio 1788) è stato un cardinale e arcivescovo cattolico francese.

## Biografia

### I primi anni
Paul d'Albert de Luynes nacque il 5 gennaio 1703 a Versailles. Quarto e ultimo figlio di Honoré Charles d'Albert de Luynes, duca di Monfort, e di Marie Anne Jeanne de Courcillon. Suo padre, che era militare nel reggimento dei cavalleggeri della Guardia Reale, venne ucciso da un colpo di moschetto presso Landau il 9 settembre 1704. Egli non fu l'unico religioso della sua famiglia: entrambe le sue sorelle, Marguerite-Eustochie e Charlotte-Mélanie, divennero infatti monache benedettine e in particolare la seconda divenne priora del monastero di Montargis.
Egli venne inizialmente educato da sua madre e dai nonni paterni, il duca e la duchessa di Chevreuse; il duca era grande amico dell'arcivescovo François de Salignac de la Mothe-Fénelon di Cambrai, sostenendolo anche quando questi cadde in disgrazia presso il re. Il futuro cardinale ebbe così modo di frequentare sin da giovane gli ambienti ecclesiastici ed imparò a leggere con Les Aventures de Télémaque, un romanzo proprio scritto da Fénelon. Dopo questa formazione egli venne temporaneamente destinato alla carriera militare adottando il titolo di conte di Monfort e divenendo colonnello di un reggimento di fanteria dal 6 marzo 1719. Inesperto nel mestiere delle armi eppure con grandi responsabilità sul proprio capo, venne coinvolto in un duello per il quale mostrò esitazione: a questo punto la madre gli intimò per il proprio onore di affrontare l'avversario o di ripiegare alla carriera ecclesiastica. Egli scelse quest'ultima via facendo il proprio ingresso nel seminario di Saint-Sulpice a Parigi dove si distinse per pietà e condotta brillanti. Egli frequentò quindi l'Università di Brouges dove ottenne il dottorato.

### La carriera ecclesiastica
Poco dopo l'ordinazione sacerdotale, sua madre gli ottenne dal cardinale Henri-Pons de Thiard de Bissy, vescovo di Meaux, il posto di vicario generale di quella diocesi, posizione che lo mise in seria difficoltà abituato com'era per una sua naturale inclinazione alla vita riservata e taciturna. Egli prese dunque a partecipare attivamente alla vita della diocesi e della corte francese, in particolare grazie all'amicizia che lo legava con la regina Maria Leszczyńska, moglie di Luigi XV di Francia, punto che gli fu molto d'aiuto nel progredire della sua carriera ecclesiastica. Nel 1727 venne nominato abate commendatario del monastero di Saint-Vigor di Cérisy, nella diocesi di Bayeux. Due anni più tardi il cardinale André-Hercule de Fleury, primo ministro di Francia, lo propose al re perché fosse elevato alla dignità episcopale ma egli in un primo tempo rifiutò e poi, temendo di recare offesa al re, accettò e con brevetto reale venne autorizzato al rango di vescovo il 17 febbraio 1729.

### L'episcopato
Il 17 agosto 1729 giunse la conferma della nomina di Paul d'Albert de Luynes a vescovo dalla curia di Roma ed egli venne eletto vescovo di Bayeux; in preparazione alla sua consacrazione episcopale, egli si dedicò assiduamente allo studio delle Sacre Scritture e dei concili. Egli venne consacrato domenica 25 settembre 1729 nella chiesa dominicana di Saint-Germain di Parigi da Louis La Vergne-Montenard de Tressan, arcivescovo di Rouen, assistito da Léon de Beaumont, vescovo di Saintes, e da César Le Blanc, vescovo di Avranches. Dopo aver prestato il giuramento di fedeltà al re di Francia, egli prese possesso della propria diocesi l'11 dicembre 1729, compiendo regolarmente visite pastorali sul territorio. Il 9 ottobre 1730 egli approvò e confermò gli statuti della Congregation de la Vierge, detta des Bourgeois. Alcuni anni dopo egli dettò le regole dei Filles du Bon-Sauveur de Caen.
Egli celebrò numerosi sinodi diocesani e fu un predicatore instancabile, organizzando in particolare le missioni popolari: egli predicò in particolare una famosa missione a Bayeux nel 1732 che scatenò una vuolenta reazione da parte dei giansenisti che per l'occasione crearono il pamphlet intitolato Remotrances des fidèles de la ville de Bayeux à M. de Luynes, leur évêque on la quale criticarono severamente l'eccessivo zelo mostrato dal vescovo nel predicare il proprio sostegno ai Padri Eudisti ed alla bolla papale Unigenitus Dei Filius che mirava a reprimere anche i giansenisti. Gli incidenti di Bayeux, resero molto famoso il vescovo ed in particolare ne fecero l'obbiettivo della contestazione giansenista di quegli anni. Divenuto membro de l'Académie Française dal 28 marzo 1743, egli occupò il posto che fu del cardinale Fleury.
Su proposta di Jean François Boyer, vescovo di Mirepoix e ministro del re, venne nominato il 14 gennaio 1747 dal sovrano francese primo elemosiniere della Delfina, Maria Giuseppina di Sassonia, poi madre degli ultimi tre re della dinastia dei Borbone di Francia. Il 9 agosto 1753, re Luigi XV di Francia lo nominò arcivescovo di Sens, nomina per la quale de Luynes esitò ulteriormente per poi cedere il 21 settembre 1753. Preconizzato dalla Santa Sede il 26 novembre 1753, ottenne il pallio quello stesso giorno e fece il proprio solenne ingresso nell'arcidiocesi nel giugno dell'anno successivo. Membro onorario dell'Accademia delle Scienze di Francia dal 7 dicembre 1755, ne divenne vicepresidente nel 1757 e poi venne nominato presidente nel 1758, unitamente al titolo di abate commendatario di Corbie nel 1756.

### Il cardinalato
Creato cardinale presbitero nel concistorio del 5 aprile 1756 egli ottenne il brevetto pontificio il 7 aprile di quell'anno col quale gli venne garantita la berretta cardinalizia che gli venne imposta per mano di Luigi XV di Francia il 9 giugno 1756, ricevendo poi anche il titolo di San Tommaso in Parione dal 2 agosto 1758. Il 3 giugno 1757 venne nominato dal re presidente della commissione straordinaria del Consiglio di Stato per rilevare le diverse comunità religiose del regno di Francia. Dal 1756 al 1761 si dedicò quasi esclusivamente alla carica di elemosiniere, occupandosi di politica in particolare durante lo svolgimento della Guerra dei Sette anni, chiedendo pertanto ai suoi vicari di visitare per suo conto l'arcidiocesi che gli era stata affidata.
Partecipò al conclave del 1758 che elesse papa Clemente XIII e dal 1º gennaio 1759 divenne Commendatore dell'Ordine dello Spirito Santo. Dal 1761 si dedicò completamente alla sua arcidiocesi, rinnovando ancora le visite pastorali. Sempre nel 1761 egli tenne nel proprio palazzo episcopale una riunione di tutti i vescovi francesi intenzionati ad appellarsi al papa in difesa dei Gesuiti e il risultato fu una lettera a lui attribuita che evidenziò il supporto delle diocesi francesi nei confronti dei seguaci di Sant'Ignazio di Loyola. Egli prese inoltre parte all'assemblea del clero del 1765 nella quale protestò alacremente contro la soppressione della Società di Gesù e pubblicò un atto che giustificava la sua adesione alla bolla papale Unigenitus Dei Filius del 1756. Il 20 dicembre 1765 egli fu al capezzale dell'amico, il delfino Luigi Ferdinando di Borbone e provvide all'organizzazione dei funerali presso la cattedrale di Sens. Il 13 marzo 1767 prestò assistenza anche alla moglie del delfino, Maria Giuseppina di Sassonia sul suo letto di morte. Dopo la morte di entrambi i suoi protettori e amici, egli si ritirò completamente nella sua arcidiocesi devolvendovi ogni minuto del suo tempo.
Nell'Assemblea del Clero del 1º aprile 1767, celebrata nuovamente nel palazzo arcivescovile del cardinale, i vescovi protestarono contro il re per il mantenimento di un comportamento da parte del parlamento contrario al diritto canonico. Egli partecipò poi al conclave del 1769 che elesse Clemente XIV. In questo periodo egli compose la sua opera maxima in apologetica e istruzione pastorale contro la dottrina degli increduli e condannando in particolare il volume Système de la Nature del barone d'Holbach, con una nuova assemblea del clero programmata il 20 dicembre 1770. Nel 1774 presenziò alla consacrazione di Luigi XVI di Francia nella cattedrale di Reims. Partecipò al conclave del 1774-1775 dove venne eletto papa Pio VI. Divenuto cardinale protopresbitero, iniziò ad occuparsi attivamente dei suoi studi come astronomo e scienziato. Le sue osservazioni, registrate a Sens, Fontainebleau ed a Versailles, vennero trascritti nei registri dell'Accademia delle Scienze tra il 1761 ed il 1772. Nel 1768 pubblicò inoltre delle memorie sulle proprietà del mercurio nei barometri. Nel settembre del 1779 celebrò a Sens il suo giubileo episcopale d'oro che venne magnificamente salutato da tutto il popolo. Egli fu protettore in quest'epoca del Partito dei Foglianti, che erano anti-giansenisti moderati.
Morì a Parigi il 21 gennaio 1788. La sua salma venne esposta e poi sepolta nella cattedrale metropolitana di Sens. La sua orazione funebre venne pronunciata il 14 marzo successivo dall'abate Le Gris. Il 25 marzo 1794, durante la Rivoluzione francese, la sua tomba venne distrutta e le sue spoglie vennero trasferite nel grande cimitero di Sens dove si trovano tuttora.

## Genealogia episcopale e successione apostolica
La genealogia episcopale è:
- Cardinale Scipione Rebiba
- Cardinale Giulio Antonio Santori
- Cardinale Girolamo Bernerio, O.P.
- Arcivescovo Galeazzo Sanvitale
- Cardinale Ludovico Ludovisi
- Cardinale Luigi Caetani
- Vescovo Giovanni Battista Scanaroli
- Cardinale Antonio Barberini, O.S.Io.Hieros.
- Arcivescovo Charles-Maurice Le Tellier
- Arcivescovo Jean-Baptiste-Michel Colbert de Saint-Pouange
- Vescovo Olivier Jégou de Kervilio
- Arcivescovo Louis de La Vergne-Montenard de Tressan
- Cardinale Paul d'Albert de Luynes

La successione apostolica è:
- Vescovo Louis-Henri de Rochefort d'Ally (1754)
- Cardinale Étienne-Charles de Loménie de Brienne (1761)
- Vescovo Claude-Mathias-Joseph de Barral (1761)
- Cardinale François-Joachim de Pierre de Bernis (1764)
- Vescovo Ange-François de Talaru de Chalmazel (1765)

## Ascendenza
|                                             |                                         |                                              | Genitori                                          |  |  | Nonni |  |  | Bisnonni                                  |  |  | Trisnonni                          |  |
|                                             |                                         |                                              |                                                   |  |  |       |  |  | Louis-Charles d'Albert, II duca di Luynes |  |  | Charles d'Albert, I duca di Luynes |  |
|                                             |                                         |                                              |                                                   |  |  |       |  |  | Louis-Charles d'Albert, II duca di Luynes |  |  | Charles d'Albert, I duca di Luynes |  |
|                                             |                                         | Marie de Rohan-Montbazon                     |                                                   |  |  |       |  |  | Louis-Charles d'Albert, II duca di Luynes |  |  |                                    |  |
| Charles Honoré d'Albert, III duca di Luynes |                                         |                                              |                                                   |  |  |       |  |  | Louis-Charles d'Albert, II duca di Luynes |  |  |                                    |  |
|                                             |                                         | Louise Marie Séguier                         | Pierre III Séguier, marchese d'O                  |  |  |       |  |  |                                           |  |  |                                    |  |
|                                             |                                         | Louise Marie Séguier                         | Pierre III Séguier, marchese d'O                  |  |  |       |  |  |                                           |  |  |                                    |  |
|                                             |                                         | Louise Marie Séguier                         | Marguerite de La Guesle, signora di Chars         |  |  |       |  |  |                                           |  |  |                                    |  |
| Honoré Charles d'Albert de Luynes           |                                         | Louise Marie Séguier                         |                                                   |  |  |       |  |  |                                           |  |  |                                    |  |
|                                             |                                         | Jean-Baptiste Colbert, marchese di Seignelay | Nicolas Colbert, signore di Vendières             |  |  |       |  |  |                                           |  |  |                                    |  |
|                                             |                                         | Jean-Baptiste Colbert, marchese di Seignelay | Nicolas Colbert, signore di Vendières             |  |  |       |  |  |                                           |  |  |                                    |  |
|                                             |                                         | Jean-Baptiste Colbert, marchese di Seignelay | Marie Pussort                                     |  |  |       |  |  |                                           |  |  |                                    |  |
| Jeanne-Marie Colbert                        |                                         | Jean-Baptiste Colbert, marchese di Seignelay |                                                   |  |  |       |  |  |                                           |  |  |                                    |  |
|                                             |                                         | Marie Charron                                | Jean Jacques Charron, signore di Nozieux e Menars |  |  |       |  |  |                                           |  |  |                                    |  |
|                                             |                                         | Marie Charron                                | Jean Jacques Charron, signore di Nozieux e Menars |  |  |       |  |  |                                           |  |  |                                    |  |
|                                             |                                         | Marie Charron                                | Marie Bégon                                       |  |  |       |  |  |                                           |  |  |                                    |  |
| Paul d'Albert de Luynes                     |                                         | Marie Charron                                |                                                   |  |  |       |  |  |                                           |  |  |                                    |  |
|                                             | Louis de Courcillon, signore di Dangeau | Jacques de Courcillon, signore di Dangeau    |                                                   |  |  |       |  |  |                                           |  |  |                                    |  |
|                                             | Louis de Courcillon, signore di Dangeau | Jacques de Courcillon, signore di Dangeau    |                                                   |  |  |       |  |  |                                           |  |  |                                    |  |
|                                             | Louis de Courcillon, signore di Dangeau | Suzanne Baudrais                             |                                                   |  |  |       |  |  |                                           |  |  |                                    |  |
| Philippe de Courcillon, marchese d'Angeau   | Louis de Courcillon, signore di Dangeau |                                              |                                                   |  |  |       |  |  |                                           |  |  |                                    |  |
|                                             |                                         | Charlotte des Noues                          | Jacques des Nouhes, barone di Sainte-Hermine      |  |  |       |  |  |                                           |  |  |                                    |  |
|                                             |                                         | Charlotte des Noues                          | Jacques des Nouhes, barone di Sainte-Hermine      |  |  |       |  |  |                                           |  |  |                                    |  |
|                                             |                                         | Charlotte des Noues                          | Anne de Mornay, signora de La Tabarière           |  |  |       |  |  |                                           |  |  |                                    |  |
| Marie Anne Jeanne de Courcillon d'Angeau    |                                         | Charlotte des Noues                          |                                                   |  |  |       |  |  |                                           |  |  |                                    |  |
|                                             |                                         | Jacques Morin                                | …                                                 |  |  |       |  |  |                                           |  |  |                                    |  |
|                                             |                                         | Jacques Morin                                | …                                                 |  |  |       |  |  |                                           |  |  |                                    |  |
|                                             |                                         | Jacques Morin                                | …                                                 |  |  |       |  |  |                                           |  |  |                                    |  |
| Anne Françoise Morin                        |                                         | Jacques Morin                                |                                                   |  |  |       |  |  |                                           |  |  |                                    |  |
|                                             |                                         | Anne Yvelin                                  | …                                                 |  |  |       |  |  |                                           |  |  |                                    |  |
|                                             |                                         | Anne Yvelin                                  | …                                                 |  |  |       |  |  |                                           |  |  |                                    |  |
|                                             |                                         | Anne Yvelin                                  | …                                                 |  |  |       |  |  |                                           |  |  |                                    |  |
|                                             |                                         | Anne Yvelin                                  |                                                   |  |  |       |  |  |                                           |  |  |                                    |  |